# 王玉玲
王玉玲（おう ぎょくれい、1902年11月5日？ - 2014年3月6日）は、中国のスーパーセンテナリアン。中国・山東省に在住していた長寿の女性。

## 略歴
1902年、清の山東省濰坊市の貧しい家庭に生まれる。敬虔なクリスチャンであった。
清時代のことをあまり思い出せないが、自身の村のことはよく覚えていたという。
また、地主の家はレンガ造りだったが、農民の家は版築であったことを覚えているという。
12歳から6年ほど学校に通う。産まれた村では珍しいことであり、王を含め3人ほどしか行かなかったという。その後は看護師学校に通う。ディプロマを授与されると、宣教師病院で働いた。彼女は中国でもかなり初期の看護師であったという。時にロバに乗り病院に通うことや旅をすることもあり、その時に鉄路を横断しなければならないことから、初めて鉄道車両を見たという。そのことを王は「当時の乗り物はハンドルが2個付いた木製の荷車がほとんどで、電車を知るものはごくわずかだった。」と語っている。義理の娘によると、大学でも学位を所持しており、学校も証明書を残しているという。
その後、職場で牧師の夫と出会う。その後に結婚し、鄭淑民(2014年時点で80歳)、牧師の鄭世光、鄭利民(2014年時点で70歳)らを産む。日中戦争がはじまると青島に引っ越した。自身は主婦、夫は低賃金で働いたことで貧しくなってしまったが、生き延びる。石を拾ったり、道路を建設することなどを行っていたという。当時はミシンが無かったため、自ら衣服を洗濯し、調理し、裁縫を行っていた。子供にできる限り食事を食べさせるため、自身はあまり食べなかったと言われる。ある日誰かが王にカビのついた蒸しパンをあげ、それを加熱してソースを作った。自分は食べずに、子供たちにあげたと言われている。
青島を日本が占領していた時はどんぐり麺を食べていた。しかし苦く食べるのが難しいこれらを子供に食べさせず、自ら料理を作って子供たちにあげたという。
彼女の子供たちは父親が牧師であることが幸いし、無料で学校に行けた。彼らは音楽を学んでいた。子供の一人は「母が貯金しておらずに勉強をさせてくれといっていたらここまで美しい人生は送れなかっただろう。」と語っている。
70代を超えたころからは生活習慣も一定のものになり、夜8時に寝て、朝5時に起きることが定着していた。しかし90年代になると昼間に寝て、夜に起き友達と遊ぶことが多くなったため、主に夜に元気であったという。2008年の106歳の誕生日時点では聴覚が喪失した以外は良好であると報じられていた。まだ当時も歩行が可能で、トランプやチェスを楽しみ、新聞を読むことが多かったという。
2010年2月にはキリスト教の牧師董延奎が来訪した。当時も健康であったが、時々めまいが起こることがあったという。2011年10月には青島最高齢の人物と報道された。聴力が悪いが視力は良かったため、紙に書いてコミュニケーションをとったという。当時も新聞を読んだりテレビを見たりすることが好きで、長期間歩くことも可能だったという。しかし、ほとんどの時間はベッドに座っていたという。
2012年の母の日にはカーネーションを貰ったという。その後視力が悪化し、新聞の見出しが読める程度まで悪化してしまった。しかし、預金などの財政問題にはそれでも気にかけていた。
2014年2月25日には1日中寝ており、食べることもなかったという。死去時まで大きな病気を抱えているということは無かったという。
2014年3月6日に死去。111歳121日没。死去後は1903年1月1日生まれの王德花が最高齢になった。